# أرنولد أوريغي
أرنولد أوريغي (بالإنجليزية: Arnold Origi)‏ هو لاعب كرة قدم كيني في مركز حراسة المرمى، ولد في 15 نوفمبر 1983 في نيروبي في كينيا. شارك مع منتخب كينيا لكرة القدم. أما مع النوادي، فقد لعب مع اتش آي اف كي ونادي توسكر ونادي فريدريكستاد ونادي ليلستروم.

## وصلات خارجية
- أرنولد أوريغي على موقع قاعدة بيانات كرة القدم.إي يو (الإنجليزية)
- أرنولد أوريغي على موقع ناشيونال فوتبول تيمز (الإنجليزية)
- أرنولد أوريغي على موقع Soccerway.com (الإنجليزية)
- أرنولد أوريغي على موقع عالم كرة القدم.نت (الإنجليزية)